# Cryptochetum buccatum
Cryptochetum buccatum är en tvåvingeart som beskrevs av Friedrich Georg Hendel 1933. Cryptochetum buccatum ingår i släktet Cryptochetum och familjen Cryptochetidae.
Artens utbredningsområde är Tyskland. Inga underarter finns listade i Catalogue of Life.